# Kazimierz Puczyński (hydrotechnik)

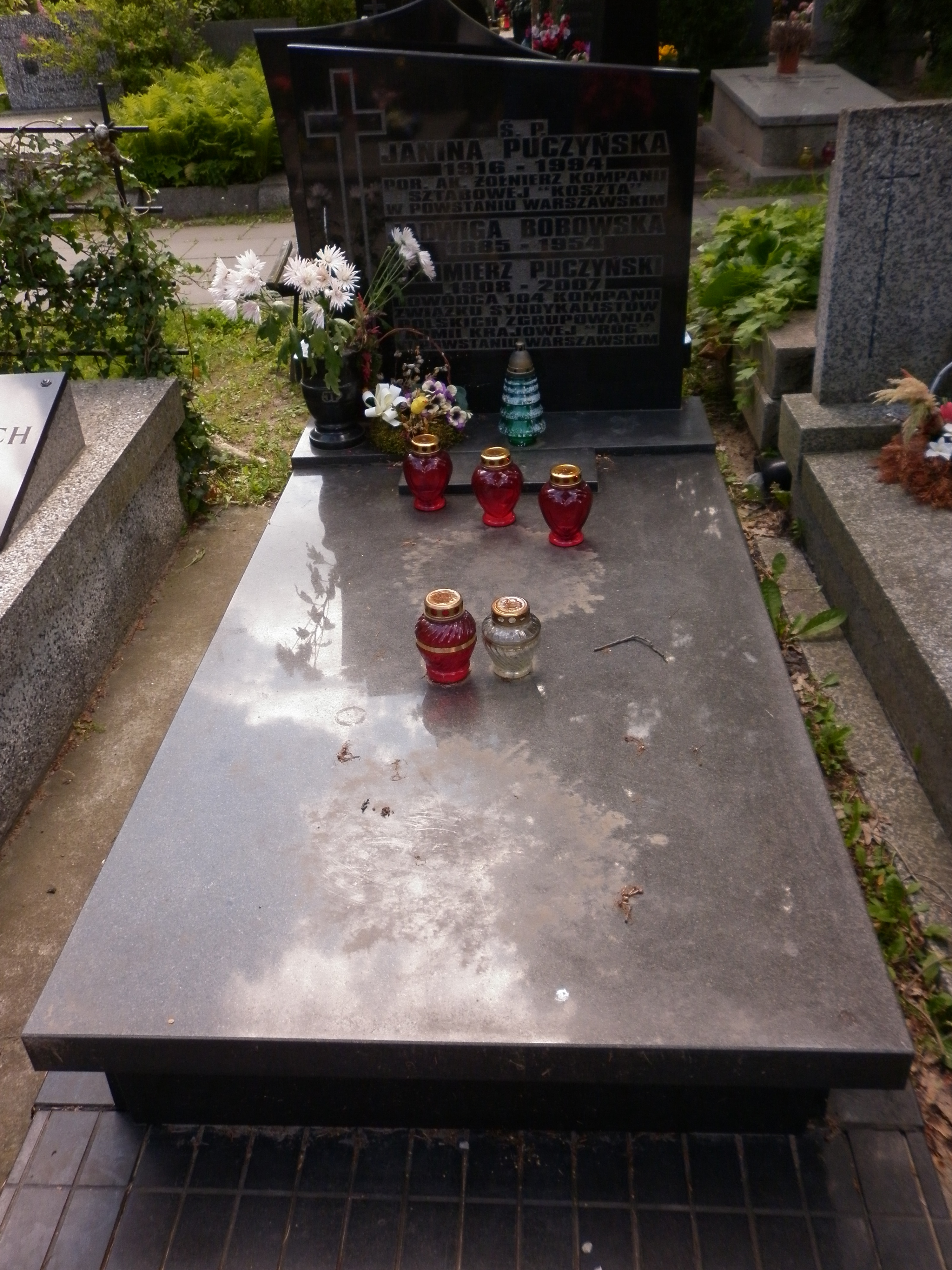
Grób Kazimierza Puczyńskiego na cmentarzu Wojskowym na Powązkach

Kazimierz Puczyński, ps. „Wroński” (ur. 3 marca 1908 w Łowiczu, zm. 18 września 2007 w Warszawie) – polski specjalista w zakresie hydrotechniki, redaktor czasopisma „Gospodarka Wodna”, członek honorowy Stowarzyszenia Inżynierów Wodnych i Melioracyjnych, major WP. 

## Życiorys
Urodził się 3 marca 1908 w Łowiczu, w rodzinie Daniela i Zofii z domu Strzelczyk. Magister inżynier Budownictwa wodnego Politechniki Warszawskiej.
W czasie II wojny światowej jako podporucznik był dowódcą 104 Kompanii Związku Syndykalistów Polskich Zgrupowania Armii Krajowej „Róg” w powstaniu warszawskim. 
Po wojnie długoletni dyrektor Przedsiębiorstwa Inżynieryjnego w Warszawie, oraz sekretarz naukowy resortowych rad gospodarki wodnej i ochrony powietrza atmosferycznego. W latach 1937–1998 redaktor „Gospodarki Wodnej”, członek honorowy kolegium czasopisma. 
Był mężem Janiny Józefy z domu Bobowskiej (1914–1994). 
Zmarł w Warszawie, pochowany 26 września 2007 na cmentarzu Wojskowym na Powązkach (kwatera HII-9-2).

## Ordery i odznaczenia
- Order Krzyża Grunwaldu III klasy (31 sierpnia 1945)[6]
- Krzyż Oficerski Orderu Odrodzenia Polski
- Krzyż Kawalerski Orderu Odrodzenia Polski
- Złoty Krzyż Zasługi (15 lipca 1955)[7]
- Krzyż Partyzancki[8]
- Warszawski Krzyż Powstańczy[9]
- Krzyż Armii Krajowej
- Złota Odznaka honorowa „Za Zasługi dla Warszawy”
- Złota Odznaka honorowa „Za Zasługi dla Ochrony Środowiska i Gospodarki Wodnej”